# ثيودور جاسبر ماكلين دي لانج
ثيودور جاسبر ماكلين دي لانج (بالإنجليزية: Theodore Jasper Maclean de Lange)‏ هو عسكري نيوزيلندي، ولد في 16 يونيو 1914، وتوفي في 4 يوليو 2005.